# Marinemuseet
Marinemuseet (Noors voor 'Het Maritiem Museum') is een nationaal museum voor de marine in Horten, Noorwegen. Het wordt beschouwd als 's werelds oudste marinemuseum dat toegankelijk is voor publiek. Het werd opgericht in 1853 en is sinds 1864 gevestigd in Magasin A in Karljohansvern, in de provincie Vestfold og Telemark. Het gebouw, dat voeger een pakhuis was voor de Noorse marine, dateert uit de jaren 60 van de 19e eeuw en werd in 2001 aangepast door architect Sverre Fehn.
Het doel van het museum is het bewaren en verspreiden van de geschiedenis en het culturele erfgoed van de marine, zodat het publiek een overzicht krijgt van de ontwikkeling en betekenis van de Noorse marine.
De tentoonstelling omvat onder meer:
- De hoogtijdagen van de Deens-Noorse marine in de 16e en 18e eeuw;
- De oorlogen tegen Engeland in 1801 en 1807-1814;
- De bouw van een aparte Noorse marine na 1814;
- De ontbinding van de unie tussen Noorwegen en Zweden in 1905 en de tijd voor en na de Eerste Wereldoorlog;
- Tweede Wereldoorlog;
- Aparte afdelingen voor elke scheepsklasse.

De collectie bevat verschillende buiten dienst gestelde schepen, veel apparatuur gebruikt door de Noorse, geallieerde en Duitse marines en scheepsmodellen, schilderijen en andere afbeeldingen.
In de jaren 80 van de 20e eeuw werd de Koninklijke Noorse Marinebibliotheek aan het museum overgedragen. De samenstelling van deze collectie begon in 1805 en omvat circa 25.000 banden. Ook heeft het museum alle scheepslogboeken van 1814 tot heden bewaard.
Delen van het museum werden verwoest tijdens een geallieerde bombardement op Horten in februari 1945.